# Мартитизація
Мартитизація (рос. мартитизация, англ. martitisation, нім. Martitisierung f) — процес утворення псевдоморфоз гематиту по магнетиту. Звичайно відбувається при екзогенних процесах і особливо характерний для країн з жарким кліматом.